# Бондаренко Юрій Васильович (інженер)
БОНДАРЕ́НКО Юрій Васильович  (народився 13 грудня 1940, м. Єнакієве, Сталінська (нині Донецька) область — помер 1 серпня 2002, Донецьк) — видатний український гірничий інженер, науковець, педагог, доктор технічних наук (1991), професор (1991).

## Життєпис
Юрій Васильович Бондаренко народився 13 грудня 1940 року в місті Єнакієве на Донеччині. 1958 року закінчив середню школу № 30 міста Горлівки.
Вищу освіту здобув у Донецькому політехнічному інституті (ДПІ, нині Донецький національний технічний університет), який закінчив 1963 року за спеціальністю «Розробка родовищ корисних копалин», здобувши кваліфікацію гірничого інженера
Після закінчення інституту Юрій Бондаренко розпочав свою трудову діяльність як гірничий майстер на шахті імені М. Ізотова.

## Педагогічна та наукова діяльність
Педагогічна та наукова кар'єра Юрія Васильовича Бондаренка розпочалася  1965 року, коли він вступив до аспірантури ДПІ. Успішно захистивши кандидатську дисертацію 1971 року, він кілька років працював старшим науковим співробітником у Горлівському відділенні Донецького науково-дослідного вугільного інституту.
З 1975 року його діяльність була нерозривно пов'язана з Донецьким політехнічним інститутом. Спочатку він працював доцентом, а після блискучого захисту докторської дисертації  1991 року отримав звання професора кафедри розробки родовищ корисних копалин. У 1980-х роках Бондаренко також працював професором в Аннабинському національному університеті (Алжир), що свідчить про міжнародне визнання його фаховості.
1994 року Юрій Васильович був обраний деканом гірничого факультету, який під його керівництвом було перейменовано на факультет геотехнологій та управління виробництвом. 1998 року він створив і за сумісництвом очолив кафедру «Управління виробництвом». Після його смерті, 2008 року, згідно з наказом ДонНТУ №57-07, цій кафедрі було присвоєно ім'я Юрія Васильовича Бондаренка.

## Наукові досягнення
Юрій Бондаренко був засновником і лідером наукової школи, яка спеціалізувалася на розробці технологій виймання занадто тонких вугільних пластів. Його інноваційний підхід передбачав використання спеціальних закладальних скреперостругів без присутності людей в очисному вибої, що значно підвищувало безпеку та ефективність робіт. 
Під його керівництвом на шахтах Донбасу було створено та впроваджено цілий ряд піонерних технологічних розробок і механізмів, які були захищені авторськими свідоцтвами.
Він підготував 12 кандидатів наук, опублікував понад 150 наукових робіт, включаючи 2 навчальні посібники, 4 монографії та понад 40 авторських свідоцтв на винаходи.

### Основні напрями його наукових досліджень включали:
Механіка сипких тіл.
Розроблення нових технологій виймання вугільних пластів.
Історія гірництва.
Соціологія та філософія.

## Суспільна діяльність
У 1990-ті роки Юрій Васильович Бондаренко також активно займався суспільною діяльністю, будучи депутатом Ворошиловської районної у місті Донецьку ради.

## Нагороди та почесні звання
Доктор технічних наук (1991).
Професор (1991).
Нагороджений трьома знаками «Шахтарська слава» I, II та III ступенів.

Юрій Васильович Бондаренко раптово пішов із життя 1 серпня 2002 року в Донецьку

## Основні праці та авторські свідоцтва
Технология выемки весьма тонких угольных пластов скреперостругами. К., 1989 (співавтор);
```
Определение устойчивых размеров свободно расширяющихся опор из сыпучих материалов // Изв. вузов. ГорЖ. 1989. № 1 (співавтор);
```

```
Определение параметров управления сопротивлением породных опор // Там само. 1990. № 6; Аналитические исследования сжимаемости породных опор со свободными откосами // Там само. № 8 (співавтор); 
```

Способи відробки виїмкових полів. Д., 2002; Цивілізація еліти. Д., 2002.
А.с. 1532700 СССР, МКИ Е 21 С 27/42. Скрепероструговая установка /А.Ю.Макеев, Ю.В.Бондаренко, К.Ф.Сапицкий, В.И.Теличко; Донецкий политехнический институт (СССР). - № 4390721/23-03; Заявление 14.03.88, Опубликовано 30.12.89; Бюллетень № 48.
А.с. 1553671 СССР, МКИ Е 21 С 27/42. Исполнительный орган скреперо-струговой установки /А.Ю.Макеев, К.Ф.Сапицкий, Ю.В.Бондаренко; Донецкий политехнический институт (СССР). - № 4366264/23-03; Заявление 20.01.88; Опубликовано 30.03.90, Бюллетень № 12.
А.с. 1553672 СССР, МКИ Е 21 С 27/ 42. Скрепероструговая установка/ Ю.В. Бондаренко, А.Ю. Макеев; Донецкий  политехнический  институт (СССР).-№ 4446156/23-03; Заявление 21.06.88; Опубликовано 30.03.90, Бюллетень №12. 
А.с. 1566043 СССР, МКИ Е 21 Д 23/10, 23/4. Секция механизированной крепи / А.К. Семенченко, Ю.В. Бондаренко, И.В. Антипов, К.Ф. Сапицкий, А.К. Носач, Ю.А. Гусев, В.И. Игнатов, В.И. Хомичук; Донецкийполитехнический  институт (СССР).- №4449151/31-03; Заявление 27.06.88; Опубликовано 23.05.90, Бюллетень №19.
А.с. 1578329 СССР, МКИ Е 21 С 27/42. Закладочный скрепероструг/ Ю.В. Бондаренко, А.Ю. Макеев, К.Д. Сапицкий; Донецкий  политехнический  институт (СССР).-№ 4395906/23-03; Заявление 22.03.88; Опубликовано 15.07.90, Бюллетень №26.
А.с. 1659646 СССР, МКИ Е 21 С 27/42. Скрепероструговый комплекс/ Ю.В. Бондаренко, А.Ю. Макеев, К.Ф. Сапицкий, В.Г. Ефимов, П.П. Голембиевский, В.М. Русанов; Донецкий  политехнический институт (СССР).-№ 4693035/03; Заявление 15.05.89; Опубликовано 30.6.91, Бюллетень  № 24.
А.с. 1701920 СССР, МКИ Е 21 С 41/20, 41/18. Способ возведения бутовой полосы / Ю.В. Бондаренко, А.Ю. Макеев, В.И. Теличко, К.Ф. Сапицкий; Донецкий  политехнический  институт(СССР).- №47930416/03; Заявление 12.02.90; Опубликовано  30.12.91
.
1. 1 2 3 4 5 6 7 8 9 10 11 12 13 14 15 16 17 18 19  Бондаренко Юрій Васильович — Wiki DonNTU. wiki.donntu.edu.ua. Процитовано 26 липня 2025.
2. 1 2 3 4 5 6  Макєєв, О. Ю. (12 грудня 2004). Бондаренко Юрій Васильович. esu.com.ua (укр.). Процитовано 26 липня 2025.
3. ↑  Шахта имени Н. А. Изотова — MiningWiki — шахтёрская энциклопедия. miningwiki.ru. Процитовано 26 липня 2025.